# 西街玉皇庙
西街玉皇庙位于山西省晋城市城区西街街道西大街，年代为宋、清。

## 保护
2007年1月，西街玉皇庙公布为第二批晋城市文物保护单位，古建筑类，编号2-7。